# Hermann Senator
Hermann Senator (ur. 6 grudnia 1834 w  Gnieźnie, zm. 14 lipca 1911 w Berlinie) – niemiecki lekarz internista. Studiował medycynę w Berlinie, w 1857 roku został doktorem medycyny. Jego nauczycielami byli m.in. Johannes Peter Müller, Johann Lukas Schönlein i Ludwig Traube. W 1875 roku został ordynatorem oddziału chorób wewnętrznych w Augusta-Hospital, w 1881 roku został ordynatorem w klinice Charité.

## Wybrane prace
- Untersuchungen über den fieberhaften Process und seine Behandlung. Berlin: A. Hirschwald, 1873.
- Die Krankheiten des Bewegungsapparates. Diabetes mellitus und insipidus W: Handbuch der speciellen Pathologie und Therapie. 2. Aufl., 1879.
- Die Erkrankungen der Nieren W: Nothnagel H. (Hrsg.) Handbuch der speciellen Pathologie und Therapie